# President de Mongòlia
El President de Mongòlia (Монгол Улсын Ерөнхийлөгч, Mongol Ulsyn Yerönkhiilögch) és el cap d'estat de Mongòlia. La constitució adoptada per Mongòlia el 1992 afirma que el president del país és lo cap d'Estat i símbol de la unitat del poble mongol. La forma de govern actual és la democràcia parlamentària.

## Elecció del President
El president és elegit de forma directa pel poble mongol. Els partits amb representació al Gran Jural de l'Estat nominen als candidats corresponents de cada partit, i després estos es presentaran a les eleccions presidencials. El mandat presidencial té una durada de quatre anys i el càrrec pot ser renovat una vegada. El president pot ser deposat si dos terços de la cambra legislativa (jural) determina la seua culpabilitat a l'hora d'abusar del seu càrrec i vulnerar la llei. Abans del nomenament, el president electe ha de suspendre la seua militància en qualsevol partit polític.

## Poders del President
- Nomenar un candidat a Primer Ministre que serà votat per la cambra legislativa. Aquesta és realment una tasca simbòlica, ja que els candidats ja estan triats per la cambra.
- Vetar lleis del Gran Jural.
- Aprovar nomenaments judicials.
- Nomenar al president del Tribunal Suprem de Mongòlia
- Presidir el Consell de Seguretat Nacional.
- Actuar com a comandant en cap de les forces armades.
- Nomenar al Fiscal General de l'Estat, que haurà de ser votat i acceptat per la cambra legislativa.
- Decidir les línies principals d'actuació del Govern.

## Llista de Presidents
| Nom | Nom                    | Retrat | Naixement i mort                               | Inici de mandat       | Fi de mandat                           | Partit                                                            |
| --- | ---------------------- | ------ | ---------------------------------------------- | --------------------- | -------------------------------------- | ----------------------------------------------------------------- |
|     | Punsalmaagiin Ochirbat |        | 23 de gener de 1942 Província de Zavkhan, Xina | 3 de setembre de 1990 | 20 de juny de 1997 (6 anys, 290 dies)  | Partit Popular Revolucionari Mongol Partit Socialdemòcrata Mongol |
|     | Natsagiin Bagabandi    |        | 22 d'abril de 1950 Yaruu                       | 20 de juny de 1997    | 24 de juny de 2005 (8 anys, 4 dies)    | Partit del Poble de Mongòlia                                      |
|     | Nambaryn Enkhbayar     |        | 1 de juny de 1958 Ulanbator                    | 24 de juny de 2005    | 18 de juny de 2009 (3 anys, 359 dies)  | Partit del Poble de Mongòlia                                      |
|     | Tsakhiagiin Elbegdorj  |        | 30 de març de 1963 Zereg                       | 18 de juny de 2009    | 10 de juliol de 2017 (8 anys, 22 dies) | Partit Democràtic                                                 |
|     | Khaltmaagiin Battulga  |        | 3 de març de 1963 Ulanbator                    | 10 de juliol de 2017  | En el càrrec                           | Partit Democràtic                                                 |